# Флавий Либералис
Флавий Либералис (на латински: Flavius Liberalis; * Ферентиум) е римлянин от 1 век и тъст на бъдещия римски император Веспасиан. Дядо е на императорите Тит и Домициан.
Флавий Либералис е от съсловието на конниците (ordo equester) от Ферентиум (днес Ференто), наблизо до Витербо в Северен Лацио, Италия. Работи като писър на един квестор.
Той дава писмено изявление, че е баща на Флавия Домицила Стара. Чак тогава тя получава римско гражданство. Дъщеря му се омъжва около 38 г. за бъдещия римски император Веспасиан. Нейните деца с Веспасиан са Домицила Младша и бъдещите императори Тит и Домициан. Тя умира през 69 г., преди съпругът ѝ да стане император. След това Веспасиан живее вече официално заедно с конкубината си Антония Кеней.